# Jeremy Malott
Jeremy Malott (20 de noviembre de 1996) es un deportista estadounidense que compite en ciclismo en la modalidad de BMX estilo libre. Consiguió tres medallas en los X Games.

## Medallero internacional
| \| X Games de Verano \| X Games de Verano \| X Games de Verano \| X Games de Verano \| \| Año \| Lugar \| Medalla \| Prueba \| \| ----------------- \| --------------------------- \| ----------------- \| -------------------- \| \| 2021 \| California (Estados Unidos) \| Medalla de bronce \| Mejor truco \| \| 2022 \| California (Estados Unidos) \| Medalla de bronce \| Parque – Mejor truco \| \| 2024 \| Chiba (Japón) \| Medalla de plata \| Parque – Mejor truco \| |                             |                   |                      |
| X Games de Verano |                             |                   |                      |
| Año | Lugar                       | Medalla           | Prueba               |
| 2021 | California (Estados Unidos) | Medalla de bronce | Mejor truco          |
| 2022 | California (Estados Unidos) | Medalla de bronce | Parque – Mejor truco |
| 2024 | Chiba (Japón)               | Medalla de plata  | Parque – Mejor truco |